# 八雲神社
八雲神社（やくもじんじゃ）は、牛頭天王・スサノオを祭神とする祇園信仰の神社。他に祇園信仰に基づく神社名称としては、八坂神社（八阪神社、弥栄神社）、祇園神社、広峯神社、天王神社、須賀神社、素盞嗚神社、感神社、などがあり、時代や資料によって通用される。
社名は、日本神話においてスサノオが詠んだ歌「八雲立つ出雲八重垣妻籠に八重垣作るその八重垣を」の八雲に因むものである。総本社は京都の八坂神社である。
他のスサノオを祀る神社と同様、江戸時代までは「牛頭天王社」などと称していたが、明治の神仏分離により「牛頭天王」という社号が禁止されたため、祭神を牛頭天王と習合していたスサノオに変え、社名もスサノオに因んだものに変更したものである。

## 全国

### 北海道・ 東北地方
- 八雲神社 (八雲町)（北海道二海郡八雲町宮園町） - 熱田神宮の分社
- 八雲神社 (酒田市) （山形県酒田市御成町） - 天王宮八雲神社
- 八雲神社 (一関市花泉町)（岩手県一関市花泉町）
- 八雲神社 (石巻市)（宮城県石巻市鹿又）
- 八雲神社 (郡山市安積町)（福島県郡山市安積町）
- 八雲神社 (郡山市富久山町)（福島県郡山市富久山町）
- 八雲神社 (郡山市三穂田町)（福島県郡山市三穂田町） - 式内社論社の飯豊和気神社の遥拝殿とともに建つ。
- 八雲神社 (郡山市八山田)（福島県郡山市八山田）

### 関東地方
- 八雲神社 (笠間市八雲)（茨城県笠間市八雲）

- 八雲神社 (足利市)#八雲神社 (足利市緑町)（栃木県足利市緑町） - 足利総鎮守 總社
- 八雲神社 (足利市)#八雲神社 (足利市通)（栃木県足利市大門通）
- 八雲神社 (足利市)#八雲神社 (足利市通)（栃木県足利市通）
- 八雲神社 (足利市田中町)（栃木県足利市田中町）
- 八雲神社 (足利市五十部町)（栃木県足利市五十部町）
- 八雲神社 (那須烏山市)（栃木県那須烏山市中央）
- 八雲神社 (茂木町)（栃木県芳賀郡茂木町茂木）
- 八雲神社 (高崎市)（群馬県高崎市下大類町）

- 天王院 (久喜市)#八雲神社（埼玉県久喜市本町） - 天王院境内社
- 八雲神社 (桶川市)（埼玉県桶川市坂田）
- 八雲神社 (川越市)（埼玉県川越市中台）
- 八雲神社 (所沢市山口)（埼玉県所沢市山口）
- 八雲神社 (君津市)（千葉県君津市三直）

- 八雲神社 (東京都北区中十条)（東京都北区中十条）
- 八雲神社 (東京都北区岩淵町)（東京都北区岩淵町）
- 八雲神社 (江戸川区江戸川)（東京都江戸川区江戸川）
- 八雲神社 (江戸川区北葛西)（東京都江戸川区北葛西）
- 小舟町八雲神社（東京都千代田区外神田） - 神田明神境内社
- 八雲神社 (あきる野市)（東京都あきる野市野辺）
- 八雲神社 (稲城市)（東京都稲城市矢野口）
- 八幡八雲神社（東京都八王子市元横山町）
- 大戸八雲神社（町田市）（東京都町田市相原町）
- 八雲神社 (府中市)（東京都府中市分梅町） - 天王宮八雲神社

- 八雲神社 (大和市)（神奈川県大和市深見）
- 八雲神社 (川崎市)（神奈川県川崎市多摩区菅城下）
- 八雲神社 (横須賀市東浦賀)（神奈川県横須賀市東浦賀）
- 八雲神社 (鎌倉市大町)（神奈川県鎌倉市大町）
- 八雲神社 (鎌倉市西御門)（神奈川県鎌倉市西御門）
- 八雲神社 (鎌倉市山ノ内)（神奈川県鎌倉市山ノ内）
- 八雲神社 (鎌倉市常盤)（神奈川県鎌倉市常盤）

- 八雲神社 (甲府市)（山梨県甲府市猪狩町）

### 中部地方
- 八雲神社 (袋井市)（静岡県袋井市小山）
- 八雲神社 (岐阜市)（岐阜県岐阜市）
- 八雲神社 (津市白塚町)（三重県津市白塚町） - やぶねり神事
- 八雲神社 (津市河芸町)（三重県津市河芸町） - ざるやぶり神事
- 八雲神社 (松阪市)（三重県松阪市日野町）

### 中国地方
- 八雲神社(出雲市)（島根県出雲市今市町）

### その他
- 八雲神社 (守口市)（大阪府守口市八雲北町）
- 八雲神社 (南島原市)（長崎県南島原市口之津町）

## 八雲神社を旧名とする神社
- 羽田神社（東京都大田区本羽田）
- 安来神社（島根県安来市安来町）